# Kościół św. Rocha w Rościnie
Kościół św. Rocha w Rościnie – katolicki kościół filialny zlokalizowany we wsi Rościn w gminie Myślibórz, w powiecie myśliborskim (województwo zachodniopomorskie). Należy do parafii św. Michała Archanioła w Różańsku.

## Historia i architektura
Kościół został wzniesiony w 2. połowie XVIII wieku. Jest budowlą salową, sytuowaną na planie prostokąta i nakrytą dwuspadowym dachem. Do kościoła od strony zachodniej przylega trzykondygnacyjna wieża na planie kwadratu, zwieńczona dachem namiotowym z krzyżem na szczycie. W XIX wieku świątynia została przebudowana, w latach 1920–1922 przeszła remont. Po II wojnie światowej kościół został konsekrowany jako katolicki w dniu 15 października 1946 roku przez ks. Jana Wojtysiaka.
Wewnątrz kościoła nad wejściem znajduje się empora chórowa. Ściany prezbiterium i nawy ozdobione są polichromią. W miejscu ołtarza głównego umieszczony jest witraż z wizerunkiem Chrystusa. Przed prezbiterium znajduje się ambona.